# Generali Ladies Linz 2004
Generali Ladies Linz 2004 - жіночий тенісний турнір, що проходив на закритих кортах з твердим покриттям TipsArena Linz у Лінці (Австрія). Належав до турнірів 2-ї категорії в рамках Туру WTA 2004. Турнір відбувсь увісімнадцяте і тривав з 23 до 30 жовтня 2004 року. Амелі Моресмо здобула титул в одиночному розряді.

## Очки і призові

### Нарахування очок
| Дисципліна       | П   | Ф   | ПФ | ЧФ | 1/8 | 1/16 | Q     | Q3   | Q2  | Q1  |
| Одиночний розряд | 195 | 137 | 88 | 49 | 25  | 1    | 11.75 | 6.75 | 4   | 1   |
| Парний розряд    | 195 | 137 | 88 | 49 | 1   | Н/Д  | 11.75 | Н/Д  | Н/Д | Н/Д |

### Призові гроші
| Дисципліна       | П       | Ф       | ПФ      | ЧФ      | 1/8    | 1/16   | Q3     | Q2     | Q1   |
| Одиночний розряд | $95,500 | $51,000 | $27,300 | $14,600 | $7,820 | $4,175 | $2,230 | $1,195 | $640 |
| Парний розряд *  | $30,000 | $16,120 | $8,620  | $4,610  | $2,465 | Н/Д    | Н/Д    | Н/Д    | Н/Д  |

* на пару

## Учасниці основної сітки в одиночному розряді

### Сіяні
| Країна    | Гравчиня          | Рейтинг | Сіяна |
| --------- | ----------------- | ------- | ----- |
| Франція   | Амелі Моресмо     | 2       | 1     |
| Росія     | Анастасія Мискіна | 8       | 2     |
| США       | Серена Вільямс    | 9       | 3     |
| Росія     | Віра Звонарьова   | 12      | 4     |
| Росія     | Надія Петрова     | 13      | 5     |
| Японія    | Ай Суґіяма        | 14      | 6     |
| Швейцарія | Патті Шнідер      | 15      | 7     |
| Хорватія  | Кароліна Шпрем    | 17      | 8     |
| Росія     | Олена Бовіна      | 24      | 9     |

Рейтинг подано станом на 18 жовтня 2004.

### Інші учасниці
Нижче наведено учасниць, які отримали вайлдкард на участь в основній сітці:
- Сібіль Баммер
- Амелі Моресмо
- Барбара Шетт

Нижче наведено гравчинь, які пробились в основну сітку через стадію кваліфікації:
- Віра Душевіна
- Аліна Жидкова
- Юлія Шруфф
- Мартина Суха

Такі тенісистки потрапили в основну сітку як Щасливі лузери:
- Марта Домаховська
- Ліндсей Лі-Вотерс

### Знялись з турніру
- Анастасія Мискіна → її замінила  Марта Домаховська
- Флавія Пеннетта → її замінила  Ліндсей Лі-Вотерс

### Завершили кар'єру
- Кончіта Мартінес (Achilles tendon strain)

## Учасниці основної сітки в парному розряді

### Сіяні
| Країна     | Гравчиня         | Країна     | Гравчиня          | Рейтинг 1-ї гравчині | Рейтинг 2-ї гравчині | Сіяна |
| ---------- | ---------------- | ---------- | ----------------- | -------------------- | -------------------- | ----- |
| Словаччина | Жанетта Гусарова | Росія      | Олена Лиховцева   | 13                   | 3                    | 1     |
| ПАР        | Лізель Губер     | Японія     | Ай Суґіяма        | 11                   | 6                    | 2     |
| Іспанія    | Магі Серна       | Венесуела  | Марія Венто-Кабчі | 45                   | 22                   | 3     |
| Франція    | Маріон Бартолі   | Словаччина | Даніела Гантухова | 29                   | 78                   | 4     |

Рейтинг подано станом на 18 жовтня 2004

### Інші учасниці
Нижче наведено пари, які отримали вайлдкард на участь в основній сітці:
- Даніела Кікс /  Івонн Мейсбургер
- Кароліна Шпрем /  Віра Звонарьова

Пара, що пострапила в основну сітку завдяки захищеному рейтингу:
- Юлія Шруфф /  Оса Свенссон

Нижче наведено пари, що пробились в основну сітку через стадію кваліфікації:
- Єлена Янкович /  Кароліна Шнайдер

## Переможниці та фіналістки

### Одиночний розряд
- Амелі Моресмо —  Олена Бовіна, 6–2, 6–0.[1]

Для Моресмо це був 4-й титул WTA в одиночному розряді за сезон і 14-й - за кар'єру.

### Парний розряд
- Жанетта Гусарова /  Олена Лиховцева —  Наталі Деші /  Патті Шнідер, 6–2, 7–5.

Для Гусарової це був 3-й титул WTA в парному розряді за сезон і 18-й - за кар'єру. Для Лиховцевої це був 3-й титул WTA в парному розряді за сезон і 20-й - за кар'єру. Це був для них перший титул в складі однієї пари.